# Kassel Mission
Die Kassel Mission am 27. September 1944 wurde auch bekannt als Luftschlacht über dem Seulingswald. Sie hatte das Ziel, die Werke des in Kassel befindlichen Maschinenbauunternehmens Henschel & Sohn mit ihrer Fertigung von Kettenfahrzeugen („Tiger“- und „Panther“-Panzer) und die dazugehörende Infrastruktur zu zerstören.

## Haupthandlung
Hierfür entsandte die 8th Air Force 283 Bomber vom Typ B-24 "Liberator" der 2nd Bombardment Division und als Begleitschutz 198 Jäger vom Typ P-51 „Mustang“.
Durch einen Navigationsfehler des Führungsflugzeuges der 445th Bombardment Group kamen 35 Bomber vom Kurs auf Kassel ab und steuerten als Ersatzziel die Bahnanlagen in Göttingen an. Den dortigen Rangierbahnhof und das Ausbesserungswerk verfehlten sie jedoch ebenfalls. Bedingt durch die Kursabweichung waren die Bomber auf dem Rückflug ohne Begleitschutz. Um ca. 11:00 Uhr trafen sie dann über dem Seulingswald zwischen Bad Hersfeld und Eisenach auf 150 Flugzeuge der deutschen Jagdgeschwader 3 (Udet), 4 und 300. Zu den Geschwadern gehörten Bf 109 und speziell für die Bomberbekämpfung ausgerüstete Fw 190. In den Luftkämpfen wurden 25 Bomber in einem Umkreis von 24 km abgeschossen und gingen über dem Seulingswald nieder. Durch die herbeigeorderte Unterstützung der 361st Fighter Group wurde ein totaler Verlust verhindert. Unabhängig davon stürzten sechs weitere Bomber auf dem Rückflug zur Heimatbasis Tibenham in Norfolk (England) ab; nur vier Bomber schafften es unbeschädigt nach Hause.
Die Verluste beliefen sich auf amerikanischer Seite auf 31 B-24 und eine P-51. Getötet wurden 118 Amerikaner, 11 davon wurden nach ihrer Fallschirmlandung Opfer von Lynchjustiz. 121 Amerikaner gerieten in deutsche Kriegsgefangenschaft und überlebten.
Die deutschen Verluste beliefen sich auf 29 Jagdflugzeuge, wobei 18 Piloten starben. Außerdem starben sieben Unbekannte in einem deutschen Lazarett, auf das eine der deutschen Maschinen abstürzte.
Diese Kampfhandlungen zählen zu den größten Konfrontationen zwischen den United States Army Air Forces (USAAF) und der zu dieser Zeit kaum noch aktiven deutschen Luftwaffe.

## Folgeoperationen
In den Tagen nach der Schlacht warfen Maschinen der USAAF Flugblätter über den vermuteten Landungszonen ab, um mit Fallschirmen abgesprungene Besatzungsmitglieder vor Lynchjustiz zu bewahren. In der unmittelbaren Nähe des Stadtrandes von Bad Hersfeld führte die amerikanische Luftwaffe zur Abschreckung ein Flächenbombardement aus.

## Gedenkstätte
Zum Gedenken an die Gefallenen und als Geste der Versöhnung wurde am 1. August 1990 an der Absturzstelle des US-Führungsbombers im Seulingswald bei Ludwigsau-Friedlos die Fliegergedenkstätte - Airmen’s Memorial eingeweiht.